# Paramonas
Los paramonas (en griego: Παραμοναί) fueron un regimiento de guardia bizantina, de funciones desconocidas, del período Paleólogo.
El nombre deriva del verbo griego παραμένω, «estar cerca de algo». A diferencia de otras grandes unidades de guardia en el ejército Paleólogo, el regimiento de los paramonas estaba formado por nativos bizantinos, aunque poco se sabe al respecto. Su existencia es atestiguada únicamente en las fuentes literarias del período comprendido entre 1272 y 1315. Todavía es mencionada a mediados del siglo XIV por el escritor Pseudo Codinos, sin embargo, los registros mencionan que el regimiento tenía dos divisiones, uno a pie y el otro a caballo, cada uno al mando de un alagator, y que todos los soldados estaban armados con espadas. La veracidad del relato de Codinos es imposible de determinar.